# Resolutie 783 Veiligheidsraad Verenigde Naties
Resolutie 783 van de Veiligheidsraad van de Verenigde Naties werd unaniem aangenomen op 13 oktober 1992.

## Achtergrond
In 1979 werd na de val van het Rode Khmer-regime en met steun van Vietnam en de Sovjet-Unie de
Volksrepubliek Kampuchea opgericht. Het land werd gedurende het volgende decennium door Vietnam gecontroleerd
via een marionettenregering. Die werd gedurende dat decennium bevochten door een regering in ballingschap
die bestond uit de koningsgezinde Funcinpec, de Rode Khmer en het in 1982 gevormde Nationaal Volksbevrijdingsfront.
In augustus 1989 kwamen de vier partijen en vertegenwoordigers van achttien landen bijeen in de door de
Verenigde Naties gesponsorde Conferentie van Parijs. Toen een finaal akkoord eindelijk in zicht was, werd
de VN-Vooruitgangsmissie in Cambodja (UNAMIC) opgericht om toe te zien op de naleving van het staakt-het-vuren.
De missie bereidde ook de komst van de VN-Overgangsautoriteit (UNTAC) voor die de in Parijs gesloten akkoorden
in de praktijk moest brengen.

## Inhoud

### Waarnemingen
De Veiligheidsraad merkte op dat drie van de vier partijen in Cambodja meewerkten met de Overgangsautoriteit
(UNTAC), maar dat één haar verplichtingen uit de Akkoorden van Parijs nog steeds niet nakwam. De verwezenlijkingen
van UNTAC werden verwelkomd: militaire aanwezigheid in bijna heel het land, afkondiging van de kieswet, registratie
van politieke partijen en stemgerechtigden, terugkeer van meer dan 150.000 vluchtelingen, vooruitgang met de
herinburgeringsprogramma's, een campagne voor de mensenrechten en het versterken van het toezicht en de controle op
de overheid. De Raad waardeerde de landen en instellingen die steun aan de wederopbouw van Cambodja hadden toegezegd
en Thailand en Japan om hun inspanningen om bestaande problemen bij de uitvoering van de akkoorden op te
lossen.

### Handelingen
De Veiligheidsraad bevestigde dat de verkiezingen niet later dan mei 1993 mochten worden gehouden.
De Raad eiste dat de partij die de akkoorden niet naleeft haar verplichtingen nakwam en UNTAC toeliet en demobiliseerde.
Ook eiste de Veiligheidsraad respect voor het staakt-het-vuren en voor de veiligheid van het VN-personeel. Er werd benadrukt
dat de verkiezingen in neutrale omstandigheden moesten plaatsvinden. De secretaris-generaal werd gevraagd hiervoor
te zorgen. Ook zou de UNTAC-radio doorheen het hele land moeten kunnen uitzenden. De politie moest versterkt worden
om de orde te handhaven. De secretaris-generaal werd tegen 15 november om een rapport gevraagd. Indien er dan
nog problemen waren, zou de Veiligheidsraad verdere stappen nemen om de realisatie van de doelstellingen in de
Akkoorden van Parijs te verzekeren.

## Verwante resoluties
- Resolutie 745 Veiligheidsraad Verenigde Naties
- Resolutie 766 Veiligheidsraad Verenigde Naties
- Resolutie 792 Veiligheidsraad Verenigde Naties
- Resolutie 810 Veiligheidsraad Verenigde Naties (1993)

Lijst ·  726 ·  727 ·  728 ·  729 ·  730 ·  731 ·  732 ·  733 ·  734 ·  735 ·  736 ·  737 ·  738 ·  739 ·  740 ·  741 ·  742 ·  743 ·  744 ·  745 ·  746 ·  747 ·  748 ·  749 ·  750 ·  751 ·  752 ·  753 ·  754 ·  755 ·  756 ·  757 ·  758 ·  759 ·  760 ·  761 ·  762 ·  763 ·  764 ·  765 ·  766 ·  767 ·  768 ·  769 ·  770 ·  771 ·  772 ·  773 ·  774 ·  775 ·  776 ·  777 ·  778 ·  779 ·  780 ·  781 ·  782 ·  783 ·  784 ·  785 ·  786 ·  787 ·  788 ·  789 ·  790 ·  791 ·  792 ·  793 ·  794 ·  795 ·  796 ·  797 ·  798 ·  799